# Kościół Przemienienia Pańskiego w Jaworznej
Kościół Przemienienia Pańskiego w Jaworznej – wzniesiona z kamienia świątynia rzymskokatolicka w miejscowości Jaworzna, będąca kościołem parafialnym parafii pw. Przemienienia Pańskiego.

## Historia
Z inicjatywą budowy kaplicy na terenie wsi Jaworzna wystąpili jej mieszkańcy podczas wizytacji kanonicznej w parafii w Ujanowicach w 1931. Budowę kościoła rozpoczęto w 1932, według projektu Stanisława Augustyna, i już 6 sierpnia tego roku świątynia została poświęcona. Stopniowo świątynia stała się centrum kultu Pana Jezusa Miłosiernego w okolicy. 22 maja 2022 biskup tarnowski Andrzej Jeż dokonał konsekracji kościoła.

### Legendarna figura
Początki kultu Jezusa Miłosiernego w Jaworznej związane są z figurą, która obecnie umieszczona została w ołtarzu głównym kościoła. Figura została wyrzeźbiona przez nieznanego artystę w XVIII wieku. Według miejscowych legend chroniła ona mieszkańców w czasie epidemii cholery. Figura początkowo umieszczona była na słupie, ale w 1892 roku wichura obaliła cokół i zwaliła figurę. Nie doznała ona żadnych uszkodzeń, co uznano za cud. W 1894 umieszczono posąg we wnęce murowanej kapliczki. W 1932 przeniesiony został uroczyście do nowo wybudowanego kościoła.

## Architektura
Świątynię wzniesiono w stylu neogotyckim z kamienia, otynkowano i przykryto blachą. Jest to obiekt trzynawowy z węższym prezbiterium. Z przodu przylega do niego wysoka wieża zwieńczona hełmem. Nad nawą znajduje się również mniejsza wieżyczka na sygnaturkę.

## Wnętrze
Wnętrze kościoła przykrywa sklepienie pozorne.

### Wyposażenie
Ozdobne ołtarze, ambona, konfesjonały i ławy zaprojektował i wykonał Stanisław Augustyn. Uwagę przyciągają również drewniane płaskorzeźby, przedstawiające stacje Drogi Krzyżowej.

### Ołtarze
Wewnątrz znajdują się trzy ołtarze, pochodzące z lat 1932-1936: ołtarz główny (umieszczono w nim cudowną figurę Pana Jezusa Miłosiernego) oraz dwa ołtarze boczne (z obrazem Najświętszego Serca Pana Jezusa i z obrazem Matki Bożej z Dzieciątkiem).